# Estifnato de plomo
El estifnato de plomo (2,4,6-trinitroresorcinato de plomo, C6HN3O8Pb), que es un derivado del ácido estífnico, es un explosivo usado como un componente en cápsulas fulminantes y mezclas detonantes para explosivos secundarios menos sensibles.
Hay varias formas de estifnato de plomo: una forma básica amorfa que es un polvo amarillo, con cristales en forma de aguja o gránulos; una forma básica color rojizo con cristales en forma de prismas cuadrados o platos hexagonales; y el estifnato de plomo normal con cristales amarillo-naranja. Es particularmente sensible al fuego y a la descarga de electricidad estática. Cuando está seco, puede ser fácilmente detonado mediante descargas estáticas del cuerpo humano. Cuanto más largos y angostos sean los cristales, será más susceptible el estifnato de plomo a la electricidad estática. El compuesto no reacciona con metales y es menos sensible a los choques que el fulminato de mercurio pero más que la azida de plomo, mientras que es menos sensible a la fricción que ambos compuestos. Es solo ligeramente soluble en agua y metanol y puede ser neutralizado por una disolución de carbonato de sodio. Su almacenamiento debe ser en un lugar fresco, seco y bien ventilado, lejos de cualquier fuente de ignición.
Tal como otros compuestos que contienen plomo, el estifnato de plomo es inherentemente tóxico para los humanos si es ingerido, es decir, puede causar envenenamiento por metal pesado.

## Síntesis
El estifnato de plomo puede sintetizarse haciendo reaccionar nitrato o acetato de plomo con estifnato de sodio o magnesio, en presencia de un medio ácido, o usando algún proceso análogo. Por ejemplo, se puede hacer reaccionar nitrato de plomo con estifnato de magnesio, el cual se obtiene a su vez de una reacción entre el ácido estífnico y carbonato de magnesio:
C6H(NO2)3(OH)2 + MgCO3 → C6H(NO2)3(O)22- Mg2+ + CO2 + H2O
C6H(NO2)3(O)22- Mg2+ + Pb(NO3)2 → C6H(NO2)3(O)22- Pb2+ + Mg(NO3)2